# Rüdiger Gamm
Rüdiger Gamm, född 10 juli 1971, är en man med en näst intill unik förmåga att utföra enorma huvudräkningar.
Under sin uppväxt var han utstött av andra barn, på grund av en förmåga att tala baklänges enklare än framlänges. I skolan var han allra sämst i matematik och var tvungen att gå om fyra klasser på grund av detta. När han avslutat sina studier läste han en tabell över upphöjda tal. Det var då han upptäckte sin förmåga att kunna räkna ut svåra tal med nästan inga fel.
Han har bland annat visat upp sina färdigheter i Discovery Channels program "The Real Superhumans and the Quest for the Future Fantastic" där de bland annat spelade in hur han i direkt radio räknade ut potenser av 83. Allan Snyder bekräftade att han inte var en autistisk savant, utan något mycket mer unikt. Gamms hjärna beräknar 20-30 mellansteg per sekund och det sker automatiskt. Gamm beräknar upp till 5000 decimaler på pi och räknar de första decimalerna med 62/167.